# Nchanga Rangers Football Club
O Nchanga Rangers Football Club é um clube de futebol com sede em Chingola, Zâmbia. A equipe compete no Campeonato Zambiano de Futebol.

## História
O clube foi fundado em 1960.